# Moonlight Serenade
Moonlight Serenade (Deutsch: Mondschein-Serenade) ist ein Song, der von Glenn Miller komponiert wurde. Der Songtext, geschrieben von Mitchell Parish, wurde erst später hinzugefügt. Das Lied erschien im Jahr 1939 unter dem Bluebird-Records-Label und handelt von einer Person, die im Mondenschein über die Sehnsucht nach seiner Liebsten singt.

## Entstehungsgeschichte
Der Song wurde am 4. April 1939 in den RCA Bluebird Studios aufgenommen und erschien auf der Rückseite der Platte Sunrise Serenade (Sonnenaufgangsserenade). In den US Pop Charts wurde er 1939 ein Top-Ten-Hit, erreichte Platz 3 in den Billboard-Charts und hielt sich dort für 15 Wochen. Moonlight Serenade erreichte Platz 5 der Top Pophits der Billboard-Jahresendauszählung für die besten Aufnahmen im Jahre 1939.
Glenn Miller hatte in diesem Jahr fünf Songs in den Top 20 der Billboard-Liste.
Im Vereinigten Königreich wurde Moonlight Serenade als A-Seite einer 78er Platte des Labels His Master’s Voice, mit American Patrol als B-Seite veröffentlicht. Dort erreichte sie im März 1954 Platz 12 der Charts und blieb dort für eine Woche. Im Januar 1976 stieg der Song im Medley mit Little Brown Jug und In the Mood auf Platz 13 der UK-Charts und hielt sich dort für 8 Wochen.
Das Lied, im Mai 1939 erstmals als Instrumentalversion veröffentlicht, wurde später zu Glenn Millers Erkennungsmelodie. Im November 1943 erschien davon auch eine V-Disc, mit der Nummer 39A.
Das Besondere an der Instrumentalversion ist die auffallend starke Saxophon-Besetzung, die durch Klarinetten geführt wird. Dies wird häufig als der klassische Glenn-Miller-Stil beschrieben. Der Song ist ein zentrales Beispiel des amerikanischen Big-Band-Sounds aus der Mitte des zwanzigsten Jahrhunderts.
Entwickelt hat sich das Stück aus einer Version von 1935 mit dem Titel Now I Lay Me Down to Weep mit Musik von Glenn Miller und Text von Eddie Heyman, über die Version mit Texten von George Simons, mit dem Titel Gone with the Dawn, hin zu The Wind in the Trees mit Texten von Mitchell Parish.
In der Biografie von Glenn Miller erzählt George Simon, wie Sänger Al Bowlly vom Ray Noble Orchestra den Text Eddie Heymans zur Musik von Now I Lay Me Down to Weep sang.
Das Ray Noble Orchestra hat diesen Song nie aufgenommen.
Zur Moonlight Serenade wurde es, weil Robbins Music die Musik kaufte. Da Miller gerade ein Cover von Sunrise Serenade aufnahm, war man der Meinung, dass Mondschein eine passende Entsprechung zu Sunrise/Sonnenaufgang war. Now I Lay Me Down To Weep wurde 1935 mit den Texten von Eddie Heyman durch Glenn Miller komponiert. Als Moonlight Serenade, ursprünglich nur als Instrumentalstück herausgebracht, ein Kassenschlager wurde, schrieb Mitchell Parish 1939 einen neuen passenden Songtext.
Miller lernte die Schillinger-Technique durch Joseph Schillinger. Durch Schillingers Einfluss fand Miller seinen eigenen Miller Sound, mit dem er die Moonlight Serenade komponierte. 1939 bekam Glenn Miller eine 15-minütige Radiosendung auf CBS mit dem Titel Moonlight Serenade die dienstags, mittwochs und donnerstags um 19.15 und 22.00 Uhr ausgestrahlt wurde und bis 1942 von der Tabakfirma Chesterfield gesponsert wurde.
1991 wurde Moonlight Serenade, herausgegeben von RCA Bluebird als Bluebird B-10214-B von Glenn Miller and His Orchestra in die Grammy Hall of Fame aufgenommen.

## Coverversionen
Eine bekannte, gesungene Version erschien 1965 auf dem Album Moonlight Sinatra von Frank Sinatra, das auch Moon Love, Moonlight Becomes You und Oh, You Crazy Moonlight, aufgenommen von Glenn Miller und seinem Orchester, enthält. Moonlight Serenade ist auch zu hören auf dem 2008 erschienenen Album Nothing But the Best Frank Sinatras oder auf My Way: The Best of Frank Sinatra von 1979, Warner Bros.
1939 nahmen Count Basie und sein Orchester eine Version des Stückes auf, um den Songtext Mitchell Parishs anzufügen. Dies wurde ebenfalls als 78er Platte unter Vocalion 5036 veröffentlicht.
Moonlight Serenade wurde weiterhin gecovert von Barry Manilow, Carly Simon, Charlie Haden, Marc Reift, Santo and Johnny, Thelma Houston, Carol Burnett, Toots Thielemans, Deodato und erreichte Platz 18 der Billboard Easy Listening Charts;
Count Basie Orchestra (gesungen von Helen Humes), The Modernaires, Gene Krupa and His Orchestra, Freddy Martin and his Orchestra, Bert Kaempfert, Ray Conniff, Lloyd Gregory als Gitarrensolo, Dick Hyman; Maxwell Davis and his Orchestra; Tony Evans; Los Indios Tabajaras; David Rose, Waikikis, Oleg Lundström, Charlie Byrd, Taco, Alix Combelle, Richard Vaughn, Eddie Maynard, Simone Kopmajer; Hamburger Philharmonie, Frank Capp, Karel Vlach, Transatlantic Swing Band, the Frankie Condon Orchestra, The Romantic Strings, Paul Mauriat, Tommy Leonetti, Johnny Desmond, the Boston Pops unter Arthur Fiedler, John Williams, Keith Lockhart; Charlie Calello Orchestra; J.P. Torres and the Cuban All Stars; Tex Beneke and His Orchestra; the Manhattan Jazz Orchestra; Mario Pezzotta and His Orchestra; 101 Strings; Pep Poblet, Ray Anthony, Cheryl Bentyne, Bobby Hackett; The 12 Cellists of the Berlin Philharmonic; Joe Loss, Ted Heath, Lawrence Welk, Henry Mancini, James Last, John Blair, Ray Eberle, Enoch Light, Buddy Emmons; The Rivieras, eine 1950er Doo-Wop-Gruppe, deren Version Platz 47 der Pop Charts 1957 erreichte; Tuxedo Junction; Yasuko Agawa, dem deutschen Kurt Edelhagen, Ella Fitzgerald, Oscar Rabin, Henry Jerome and his Orchestra, Kurt Elling, Syd Lawrence, The Ventures, Archie Bleyer, Bobby Vinton, welcher Platz 97 der Billboard Hot 100 im Jahr 1976 erreichte, und durch die Band Chicago als eine im Jahr 1995 veröffentlichte Single-CD in Japan und auf dem Bigband-Album Night & Day Big Band.